# Pseudepipona ypsilon
Pseudepipona ypsilon är en stekelart som först beskrevs av Kostylev.  Pseudepipona ypsilon ingår i släktet Pseudepipona och familjen Eumenidae. Inga underarter finns listade i Catalogue of Life.